# Giel Deferm
Giel Deferm est un joueur de football belge né le 30 juin 1988 à Saint-Trond. Il joue actuellement au K Saint-Trond VV, en tant que défenseur central.

## Palmarès
- 1 fois Champion de Belgique de Division 2 en 2009 avec le Saint-Trond VV.